# うみかぜ公園
うみかぜ公園は、神奈川県横須賀市平成町にある横須賀市の港湾緑地である。横須賀新港の南東約1.5kmの海沿いに立地しており、猿島や東京湾を間近に見ることができる。

## 概要
園内には、マウンテンバイクコース・壁打ちテニスコート・スケートボード・3on3バスケットコートのスポーツを楽しめるエリア、バーベキューができる広場・円形花壇・芝すべり台・水の丘噴水などの家族で遊べるエリアがある。
2000年～2005年の限定で、公園の東側の京浜急行が所有する土地に、横須賀市出身のミュージシャンであるX JAPANのHideを記念し「hide MUSEUM」が設立されていた。
指定管理者制度が導入されており、日産クリエイティブサービスが管理・運営を行っている。

## ロケ地として
- Mr.Children『GIFT』のPV - Mr.Childrenの演奏するバックでホースによる放水で虹を出すシーン
- フジテレビ『上地雄輔ひまわり物語〜家族・親友・彼女 - 誰も知らない素顔初公開!』のドラマシーン

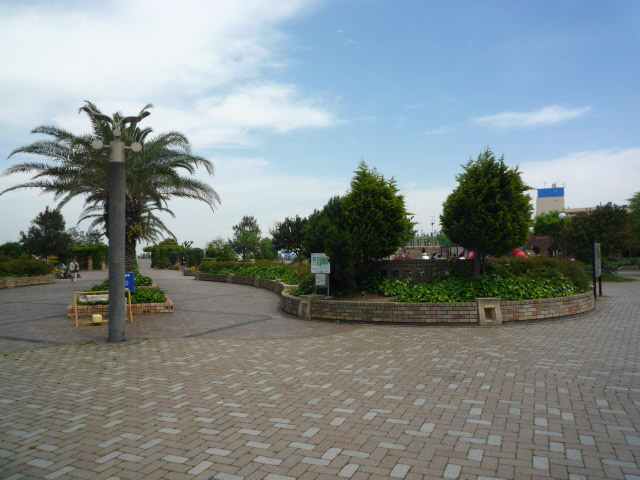
正面入口
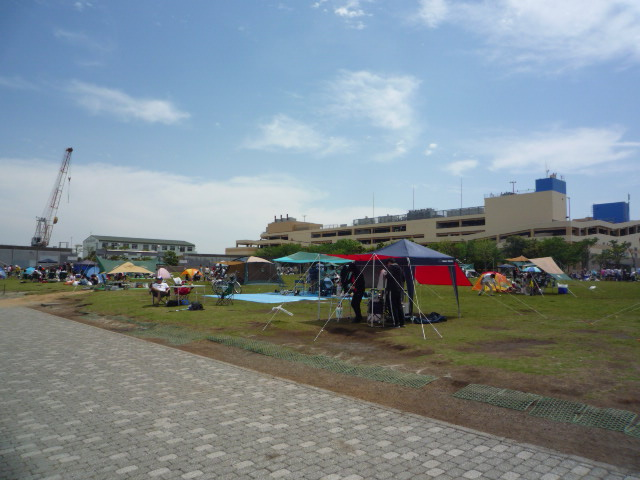
バーベキューのできる広場
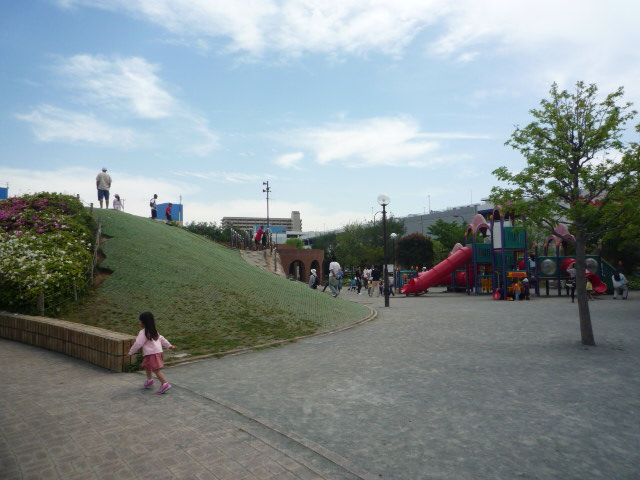
遊具広場
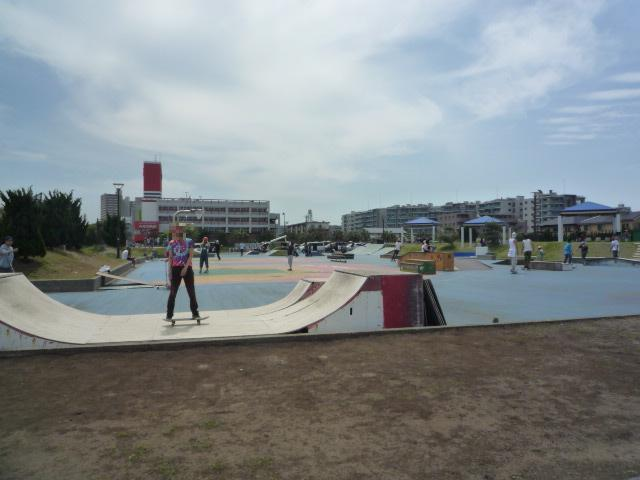
公園内のスポーツ施設
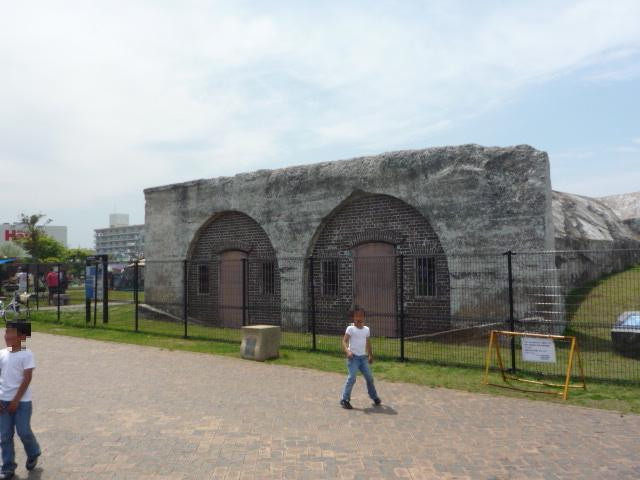
公園内に展示されている第三海堡の遺物。かつては大型兵舎として利用されていた
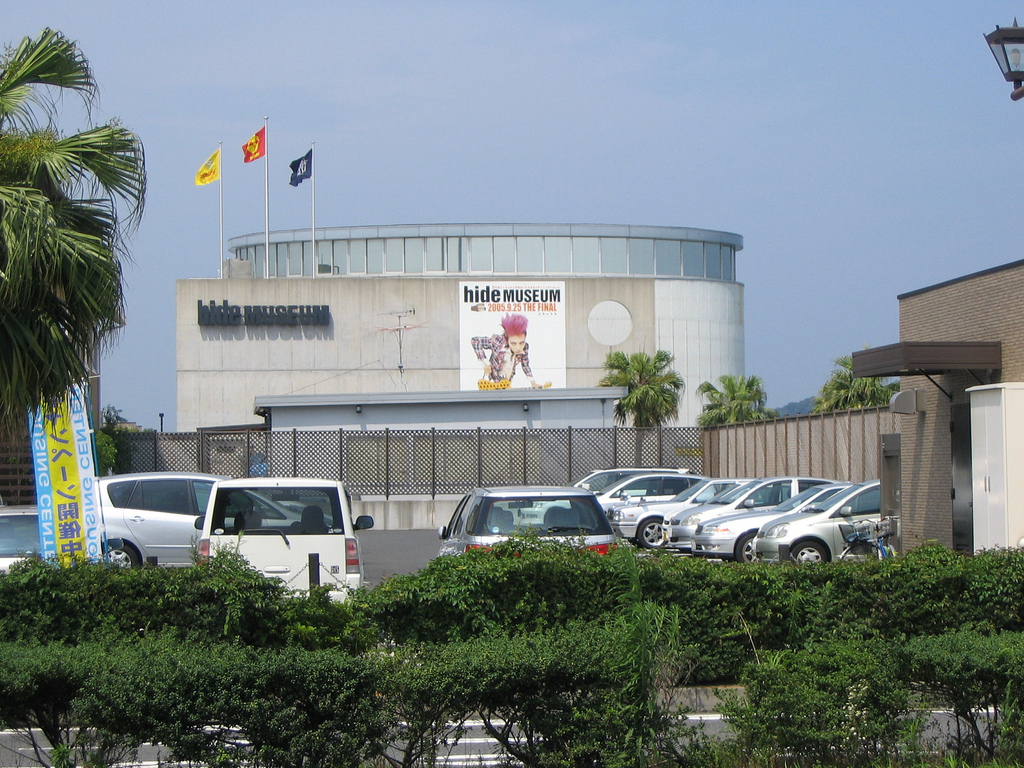
在りしころのhide MUSEUM(2005年撮影)

## 周辺施設
- LIVIN よこすか店
- 神奈川県立保健福祉大学
- 海辺つり公園
- 横須賀魚市場

## 交通
- 自動車：国道16号 安浦二丁目交差点を平成町方面に曲がり約700m
- 電車：京急本線・県立大学駅（徒歩15分）